# Tertius Zongo
Tertius Zongo (ur. 18 maja 1957 w Koudougou) – burkiński polityk i dyplomata, premier Burkina Faso od 4 czerwca 2007 do 18 kwietnia 2011.

## Życiorys
Tertius Zongo ukończył studia z dziedziny ekonomii i rachunkowości na Uniwersytecie w Dakarze w Senegalu. W późniejszym czasie został absolwentem Institut Administration des Entreprises w Nantes we Francji. Po zakończeniu nauki był profesorem rachunkowości, ekonomii biznesu i finansów na Uniwersytecie w Wagadugu. 
W latach 1988–1992 stał na czele Departamentu Współpracy Wielostronnej w Ministerstwie Finansów. Był również przedstawicielem Burkina Faso w szeregu międzynarodowych organizacji finansowych: w Banku Światowym, Międzynarodowym Funduszu Walutowym, Afrykańskim Banku Rozwoju oraz w Islamskim Banku Rozwoju. 
W latach 1995–1997 zajmował stanowisko ministra budżetu i planowania. Następnie od 1997 do 2001 był ministrem gospodarki i finansów. W styczniu 2001 został ambasadorem w Stanach Zjednoczonych i urząd ten zajmował do 2007.
Po wyborach parlamentarnych z 6 maja 2007 premier Paramanga Ernest Yonli złożył dymisję na ręce prezydenta w dniu 3 czerwca 2007. 4 czerwca 2007 prezydent Blaise Compaoré mianował Tertiusa Zongo nowym szefem rządu.
15 kwietnia 2011 prezydent Compaoré zdymisjonował rząd premiera Zongo. Przyczyną dymisji był wybuch buntu wojskowych protestujących przeciwko niewypłacaniu żołdu, a także demonstracje mieszkańców stolicy przeciwko rosnącym cenom żywności, przestępczości oraz brutalności służb bezpieczeństwa. 18 kwietnia 2011 nowym szefem rządu został mianowany Luc-Adolphe Tiao.

## Odznaczenia
- Wielka Wstęga Specjalna Orderu Lśniącej Gwiazdy (2010, Tajwan)[5]